# Santiago Villafañe
Santiago Hernán Villafañe (ur. 19 maja 1988 w Mar del Plata) – argentyński piłkarz występujący na pozycji obrońcy. Wychowanek Boca Juniors, w swojej karierze grał także w takich zespołach jak Real Madryt Castilla, Independiente Rivadavia, FC Midtjylland, Lyngby BK, AOT Alimos, APS Panthrakikos, OFI 1925, Colón, RNK Split, PFK Montana oraz Ruch Chorzów. Posiada także obywatelstwo włoskie.